# Mistrzostwa Świata Weteranów w Skokach Narciarskich 1990
Mistrzostwa Świata Weteranów w Skokach Narciarskich 1990 – pierwsza edycja mistrzostw świata weteranów w skokach narciarskich, rozegrana w lutym 1990 roku w Lake Placid.

## Medaliści
| Kategoria wiekowa | Złoty medal        | Kraj              | odległość      | pkt   | Srebrny medal          | Kraj                   | odległość              | pkt                    | Brązowy medal             | Kraj                      | odległość                 | pkt                       |
| K-38              |                    |                   |                |       |                        |                        |                        |                        |                           |                           |                           |                           |
| Klasa 9 (70–74)   | Ragnvald Ruud      | Norwegia          | 19,5 m, 16,0 m | 69,9  | Olai Lie               | Norwegia               | 14,5 m, 15,0 m         | 52,5                   | Wystartowało 2 zawodników | Wystartowało 2 zawodników | Wystartowało 2 zawodników | Wystartowało 2 zawodników |
| Klasa 8 (65–69)   | Odd Aarnes         | Norwegia          | 20,0 m, 20,0 m | 89,5  | Halvor Svartdal        | Norwegia               | 16,0 m, 17,0 m         | 67,4                   | Wystartowało 2 zawodników | Wystartowało 2 zawodników | Wystartowało 2 zawodników | Wystartowało 2 zawodników |
| K-48              |                    |                   |                |       |                        |                        |                        |                        |                           |                           |                           |                           |
| Klasa 7 (60–64)   | Nils Eriksen       | Norwegia          | 39,0 m, 38,0 m | 152,9 | Herman Sondrrud        | Norwegia               | 28,0 m, 27,5 m         | 79,3                   | Aange Nilsen              | Norwegia                  | 26,0 m, 27,0 m            | 66,8                      |
| Klasa 6 (55–59)   | John Eidem         | Norwegia          | 39,0 m, 38,5 m | 154,1 | Sig Malvik             | Stany Zjednoczone      | 28,0 m, 29,0 m         | 79,9                   | Ray Aasen                 | Stany Zjednoczone         | 29,5 m, 28,5 m            | 78,3                      |
| Klasa 5 (50–54)   | Willy Johansen     | Norwegia          | 42,0 m, 41,5 m | 176,5 | Alan Andersen          | Norwegia               | 38,0 m, 38,5 m         | 150,7                  | Svein Glomsvoll           | Norwegia                  | 39,0 m, 38,5 m            | 148,6                     |
| Klasa 4 (45–49)   | Guttorm Bakke      | Norwegia          | 43,5 m, 44,0 m | 194,1 | Jorgen Brenden         | Norwegia               | 41,5 m, 43,5 m         | 184,6                  | Svein Engmann             | Norwegia                  | 42,5 m, 43,0 m            | 178,3                     |
| Klasa 3 (40–44)   | Ronald Jensen      | Norwegia          | 46,0 m, 45,5 m | 212,2 | Kent Inge Hansen       | Norwegia               | 44,0 m, 44,5 m         | 196,5                  | Jorgen Nordskog           | Norwegia                  | 40,5 m, 43,0 m            | 182,0                     |
| Klasa 2 (35–39)   | Ole Johan Arnestad | Norwegia          | 41,5 m, 43,0 m | 184,4 | Stig Hallingbye        | Stany Zjednoczone      | 41,5 m, 44,0 m         | 183,3                  | Rune Dahl                 | Norwegia                  | 40,5 m, 40,5 m            | 168,5                     |
| Klasa 1 (30–34)   | Roger Ruud         | Norwegia          | 46,0 m, 47,0 m | 216,8 | Stig Dahl              | Norwegia               | 43,0 m, 45,0 m         | 194,8                  | Walter Malmquist          | Stany Zjednoczone         | 43,0 m, 43,0 m            | 194,5                     |
| K-86              |                    |                   |                |       |                        |                        |                        |                        |                           |                           |                           |                           |
| Klasa 5 (50–54)   | Don West           | Stany Zjednoczone | 52,5 m, 49,0 m | 90,9  | Wystartował 1 zawodnik | Wystartował 1 zawodnik | Wystartował 1 zawodnik | Wystartował 1 zawodnik |                           |                           |                           |                           |
| Klasa 4 (45–49)   | Jorgen Brenden     | Norwegia          | 77,0 m, 68,5 m | 180,2 | Harold Skalleberg      | Norwegia               | 65,0 m, 50,5 m         | 115,2                  | Gjert Andersen            | Norwegia                  | 60,0 m, X                 | 53,8                      |
| Klasa 3 (40–44)   | Ronald Jensen      | Norwegia          | 89,0 m, 76,0 m | 215,1 | Kent Inge Hansen       | Norwegia               | 82,0 m, 80,0 m         | 210,0                  | Leif Andreassen           | Norwegia                  | 77,0 m, 66,0 m            | 175,7                     |
| Klasa 2 (35–39)   | Stig Hallingbye    | Stany Zjednoczone | 80,0 m, 73,0 m | 188,2 | Jan Skevik             | Norwegia               | 81,0 m, 65,5 m         | 177,9                  | Ole Johan Arnestad        | Norwegia                  | 75,0 m, 68,5 m            | 172,8                     |
| Klasa 1 (30–34)   | Roger Ruud         | Norwegia          | 86,0 m, 85,0 m | 226,8 | Karl Busk              | Norwegia               | 58,0 m, 58,0 m         | 117,8                  | Stig Dahl                 | Norwegia                  | 61,5 m, X                 | 68,6                      |

## Statystyka
| Miejsce | Kraj              | Złoto | Srebro | Brąz | Razem |
| ------- | ----------------- | ----- | ------ | ---- | ----- |
| 1.      | Norwegia          | 12    | 11     | 9    | 32    |
| 2.      | Stany Zjednoczone | 2     | 2      | 2    | 6     |